# K3 League Basic
Die K3 League Basic war die zweite Liga der K3 League. 2019 war sie eine Halbprofessionell betriebene Fußballliga. Ende 2019 wurde sie zugunsten der neuen K4 League aufgelöst.

## Geschichte

### Vorgeschichte
Gegründet wurde die Liga im Jahr 2017. Zuvor wurde in der K3 League in jeweils zwei Gruppen die Spiele ausgetragen, wobei die besten Mannschaften in der Meisterschaftsrunde im K.O.-Spiel um den Finaleinzug spielten. Im Finale wurde der Meister ermittelt. Im Laufe der Jahre wurde die Forderung nach einem Zwei-Ligen-System immer lauter. Da auch im Laufe der Zeit, einige Mannschaften ehemalige Profi- und Halbprofispieler verpflichteten, waren einige Mannschaften qualitativ besser aufgestellt als andere K3-League-Mitglieder. Daher entschied man sich zur Saison 2017 ein Zwei-Ligen-System einzuführen. In der Saison 2016 wurde sportlich ermittelt, wer in der K3 League Advance spielen darf und wer in die K3 League Basic absteigen muss. Insgesamt stiegen 8 Mannschaften ab.

### Von 2017 bis 2019
Zur Saison 2017 traten Busan FC und Pyeongtaek Citizen FC der K3 League bei und nahmen somit an der neugegründeten Liga teil. Yeonggwang FC gab allerdings vor Saisonbeginn bekannt, dass sie diese Saison ihre 1. Mannschaft aus der K3 League Basic rausnehmen und zur nächsten Saison 2018 wieder in der K3 League Basic antreten lassen wollen. Zur Saison 2018 tritt zudem der Yeoju Sejong FC und Chungju Citizen FC der K3 League bei.
Seit der Saison 2018 wurde im Rahmen der Ligenumwandlung vom Amateur- hin zum Halbprofifußball ein 6 Punkte-Plan erstellt und umgesetzt. Seit 2018 müssen Basic-Mannschaften mindestens 1 Spieler mit einem festen Jahresgehalt ausstatten. Anfang 2019 trat mit Ulsan Citizen FC ein neuer Verein in die K3 League Basic ein. 2019 wurde die Basic erstmals als Halbprofessionell betriebene Liga durchgeführt. Ende 2019 wurde die Liga zugunsten der neuen K4 League aufgelöst.

### Ligagewinner
| Spielzeit | Ligagewinner       | Mitaufsteiger                        | Torschützenkönig        | Anzahl d. Vereine | Zuschauer insg. | Ligaschnitt |
| --------- | ------------------ | ------------------------------------ | ----------------------- | ----------------- | --------------- | ----------- |
| 2017      | Seoul Jungnang FC  | Pyeongtaek Citizen FC                | Roberto (13 Tore)       | 9                 | 21.469          | 286         |
| 2018      | Siheung Citizen FC | Paju Citizen FC & Chungju Citizen FC | Bang Chan-jun (25 Tore) | 11                | 21.488          | 194         |
| 2019      | Ulsan Citizen FC   | Jeonju FC                            | Patrick (14 Tore)       | 8                 | 20.366          | 242         |

## Teilnehmende Mannschaften 2019
In der Saison 2019 spielen folgende Mannschaften in der K3 League Basic:
| Verein               | Stadt                | Ligabeitritt         | Heimspielstätte              |
| K3 League Basic 2019 | K3 League Basic 2019 | K3 League Basic 2019 | K3 League Basic 2019         |
| -------------------- | -------------------- | -------------------- | ---------------------------- |
| Goyang Citizen FC    | Goyang               | 2008                 | Eoulimnuri-Byeolmuri-Stadion |
| Yangju Citizen FC    | Yangju               | 2007                 | Yangju-Gudeok-Stadion        |
| Pyeongchang FC       | Pyeongchang          | 2008                 | Pyeongchang-Stadion          |
| Jeonju FC            | Jeonju               | 2007                 | Jeonju-Stadion               |
| Seoul Jungnang FC    | Seoul                | 2012                 | Jungnang-Sportplatz          |
| Seoul United FC      | Seoul                | 2007                 | Madeul-Stadion               |
| Ulsan Citizen FC     | Ulsan                | 2019                 | Ulsan-Stadion                |
| Yeoju Citizen FC     | Yeoju                | 2018                 | Yeoju-Stadion                |